# Long Tail SEO
A Long Tail SEO szó szerinti fordításban hosszú farkú keresőoptimizálás a keresőoptimizálásnak az az ága, amelyik az összetett, több szóból álló kulcsszavakkal foglalkozik. Kifejlesztésére azért volt szükség, mert a SEO szakértők megfigyelték, hogy a legfontosabb kulcsszavak, amelyeket a weblapok domain nevébe is bele szoktak írni a keresőkből érkező látogatók nagyon kis részét képesek a weblapra csalogatni. Léteznek Long Tail SEO eszközök, amelyek általában kulcsszó ajánló eszközök, és általában a magyar nyelv esetében nem működnek. Ilyen eszköz például a Fuzzy SEO Booster nevű Wordpress plugin. A Long Tail SEO azonban nem csak az eddigi rákeresési statisztikák kihasználásával foglalkozik, hanem céljának tekinti az eddig még nem tanulmányozott kulcsszavakra való optimizálást, ugyanis a SEO szakértők megfigyelték, hogy a napi internetes keresések jelentős része még a Google számára is újdonság.A Long Tail SEO legfontosabb eleme a szövegírás, hátránya, hogy a hosszú szöveg következtében csökken a relevancia és megnövekszik a lepattanó látogatók száma, előnye, hogy rövid időn belül jelentősen növeli a látogatottságot. A Long Tail SEO nagyon hasznos abban az időszakban, amikor weblapunk a Sandbox effektus miatt nem kerülhet jó pozícióba a fontos kulcsszavakra.